# Monochaetinula ampelophila
Monochaetinula ampelophila är en svampart som först beskrevs av Speg., och fick sitt nu gällande namn av Nag Raj 1993. Monochaetinula ampelophila ingår i släktet Monochaetinula och familjen Amphisphaeriaceae.   Inga underarter finns listade i Catalogue of Life.